# Grube (Bad Wilsnack)
Grube ist ein Ortsteil der Stadt Bad Wilsnack im Landkreis Prignitz in Brandenburg.

## Geographie
Der Ort liegt sechs Kilometer nordöstlich von Bad Wilsnack. Die Nachbarorte sind Groß Werzin im Norden, Viesecke und Klein Welle im Nordosten, Kletzke im Osten, Zernikow und Plattenburg im Südosten, Haaren und Sigrön im Südwesten, Karthan im Westen sowie Uenze und Ponitz im Nordwesten.